# گندم‌بان حبیب‌وند
حبیب وند گندمبان، روستایی از توابع بخش خاوه، شهرستان دلفان در استان لرستان ایران است.
ازجمله جاذبه های گردشگری این روستا تپه باستانی حبیب وند گندمبان مربوط به ایران پیش از اسلام است که توسط باستان‌شناس شهیر رومن گریشمن کاووش شده است

## جمعیت
این روستا در دهستان خاوه شمالی قرار دارد و براساس سرشماری مرکز آمار ایران در سال ۱۳۸۵، جمعیت آن ۳۰۲ نفر (۶۹خانوار) بوده‌است.